# William Jelley
William Jelley, ook genaamd Guillaume Jelley (Brussel, 16 oktober 1856 – Anderlecht, 5 oktober 1932) was een Belgisch kunstschilder, architect en dichter.

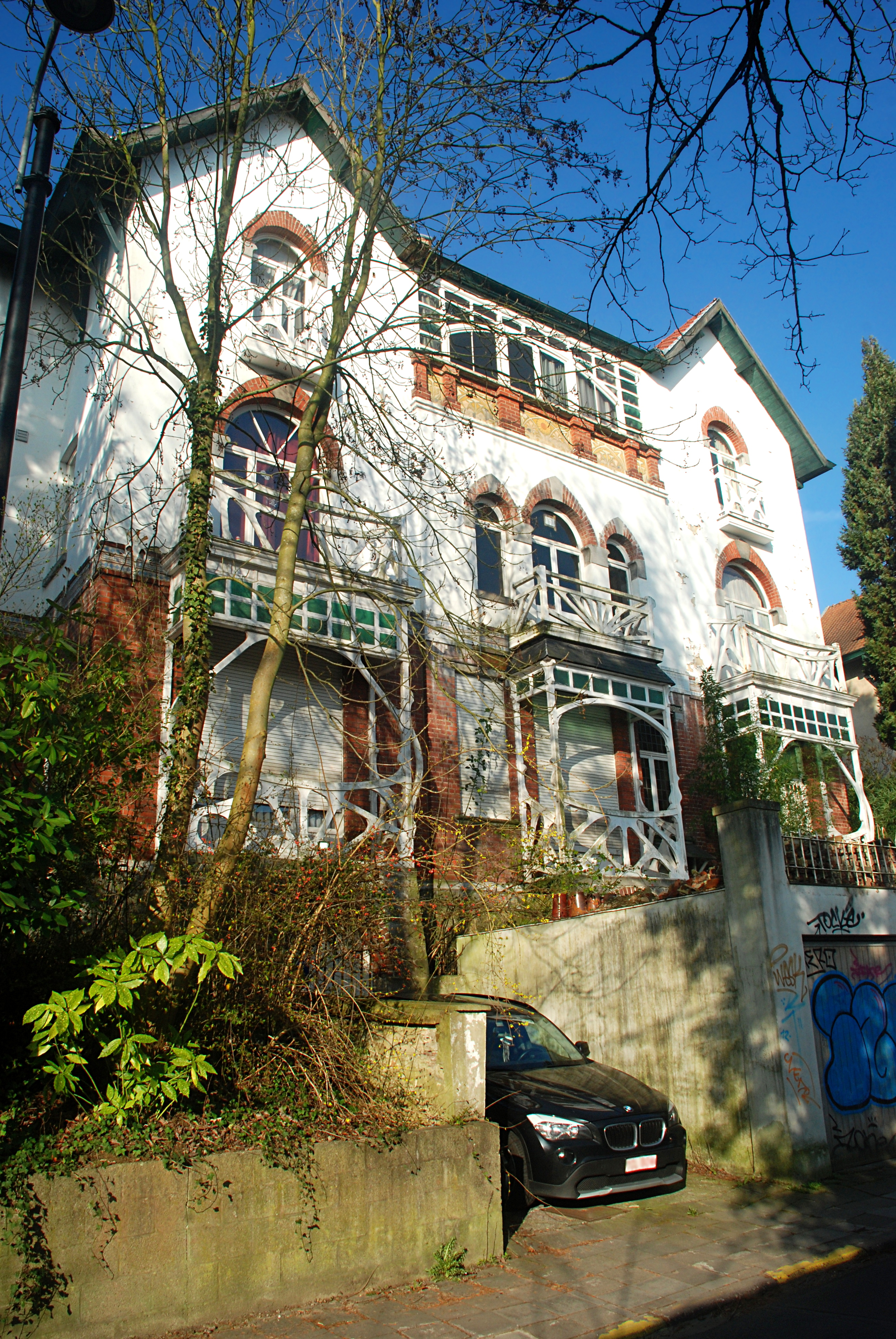
Villa in art-nouveaustijl te Watermaal-Bosvoorde bij Brussel

Hij kreeg zijn schildersopleiding aan de Academie voor Schone Kunsten in Brussel (1883-1885). Hij was medestichter en lid van diverse Brusselse kunstenaarsverenigingen : “L'Essor”, “L'Effort”, “Pour l'Art”, ”Les Indépendants” en “Labeur”.
Hij schilderde landschappen en stillevens in impressionistische trant, zowel in olieverf als in aquarel.
Als architect realiseerde hij enkele privéwoningen in Brussel, waarvan enkele in art-nouveautrant, zo een aantal cottages in de Hakhoutlaan in Watermaal-Bosvoorde.
Omstreeks 1894 woonde hij Place des Milices 7 in Brussel. Hij was gehuwd met Anna Bruyère, een schilderes van stillevens.

## Tentoonstellingen
- 14de tentoonstelling van L’Essor, Brussel
- Salon 1894, Oostende: “Ecce Homo” (olieverf); “Nocturne” en ”Soir de lune” (aquarellen)
- 1903, Antwerpen (Kon. Maatschappij van Aanmoediging van Schone Kunsten), Tentoonstelling van waterverfschilderijen – pastels – etsen - e.a. ("Kalme nacht" en "Na de regen"; beide pastels)
- 1914, Brussel: Great Zwans Exhibition. Dit was een satirische kunsttentoonstelling om de draak te steken met de officiële Salons

- RKD-Nederlands Instituut voor Kunstgeschiedenis: 42158
- Union List of Artist Names: 500148319
- Virtual International Authority File: 157012023